# David Bexelius
David Bexelius, född 12 maj 1978, är en svensk programledare på SVT, TV-producent och programredaktör.
Bexelius är uppväxt i Östersund och är kanske mest känd genom programmen Raggadish, Folktoppen och Det känns som fredag. Han var regissör för den semidokumentära serien Var fan är mitt band? med Magnus Uggla.

## Karriär
Bexelius började sin karriär i början av 2000-talet programledare för ungdomsprogram.
Under säsongen 2008/2009 tävlade Bexelius i TV-programmet På spåret tillsammans med Siw Malmkvist. De kom till semifinal men blev där utslagna av Lisa Syrén och Johan Wester.[källa behövs]
Efter knappt 10 år som programledare sadlade han om till tv-producent.  Efter att ha arbetat med program som "Halv åtta hos mig" och "Draknästet" på Silverback gick han  2010 över till en anställning han på Fremantle.   Året därpå rekryterades han av produktionsbolaget Snowman.

## Film och TV
- 2008–2009 – På spåret (TV-serie)
- 2021 – Snälla kriminella